# Lulindi
Lulindi ist ein Verwaltungsbezirk (englisch Ward) des Distrikts Masasi in der tansanischen Region Mtwara.

## Geografie
Lulindi liegt im Südosten von Tansania etwa 40 Kilometer Luftlinie südöstlich der Distrikthauptstadt Masasi. Das Land liegt großteils zwischen 300 und 400 Meter Seehöhe und steigt im Osten steil auf 700 Meter an. Der Bezirk grenzt im Norden an Nakahako, im Osten an Mnekachi, im Südosten an Mitesa, im Süden an Namalenga, im Südwesten an Mbuyuni und im Nordwesten an Mkululu. Bei der Volkszählung 2022 lebten 8432 Menschen in 2661 Haushalten auf einer Fläche von 56 Quadratkilometern.

## Gliederung
Der Bezirk besteht aus acht Gemeinden (Mtaa) mit 37 Orten (Kitongoji):
| Lulindi - Calfonia - Mnazimmoja - Mapinduzi - Mwenge - Tandika | Ndwika Chini - Magomeni - Ndwika Chini - Mchangani - Misheni - Darajani | Mkaseka - Mkwajuni - Chekecheani - Mabatini - Msikitini - Mikoroshoni | Chiwambo - Lutamba - Mnolela - Msimbat | Muungano - Somanga - Kisiwani - Misufini - Namajani | Luagala - Miuta - Mnyakatu - Mkwajuni - Majengo - Chilala | Kivukoni - Kanisani - Ostabey - Miembeni - Amani - Shuleni | Mnopwe - Ostabey - Mpuje - Rahaleo - Msikitini - Pemba |

## Infrastruktur
- Bildung: Im Bezirk liegen zwei weiterführende Schulen.[8] Die Lulindi Secondary School und die Ndwika Secondary School sind beides staatliche Schulen, die erste ist eine Tagesschule mit einer Ausbildung bis zur 4. Stufe, die zweite eine Internatsschule bis zur 6. Stufe.[9][10]
- Gesundheit: In der Gemeinde Lulindi gibt es eine staatliche Apotheke.[11]